# ブバイサ・サイティエフ

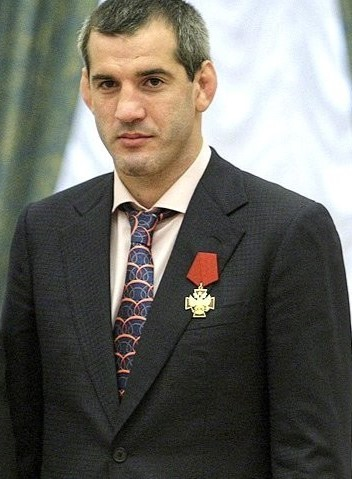
ブバイサ・サイティエフ

ブバイサ・サイティエフ（ロシア語: Бувайсар Хамидович Сайтиев、チェチェン語: Бувайсар Хамидович Сайтиев、1975年3月11日 - 2025年3月2日）は、ロシア・ダゲスタン共和国出身のレスリング選手・政治家である。

## 来歴
1975年3月11日、ダゲスタン共和国のハサヴユルトで生まれた。1982年にフリースタイルレスリングの練習を始め、1992年にクラスノヤルスクのミンディアシビリ・レスリングアカデミーで学業を続けた。
1994年から2008年まで、ロシア代表チームのメンバーとして活躍した。1995年、フリースタイルレスリングのロシア名誉スポーツマスターの称号を授与されている。
1996年アトランタオリンピック、2004年アテネオリンピック、2008年北京オリンピック、レスリングフリースタイル74kg級の金メダリストである。なお、アテネオリンピックでは4回戦で破ったベラルーシのムラト・ガイダロフに試合後待ち伏せされて殴られるという暴力行為を受けた。サイティエフも応戦したものの周囲に制止された。FILA（国際レスリング連盟）はこの一件でガイダロフを失格処分にした。
世界選手権で6個の金メダルを獲得し、欧州選手権でも同数の金メダルを獲得している。1997年に友情勲章、2006年に名誉勲章、2009年に祖国功労勲章第4等を授与された。ロシア軍中佐の階級も授与されている。
2009年に引退してからは、社会活動や政治活動に参加するようになった。
2010年から2011年にかけて、北コーカサス連邦管区のロシア大統領全権代表アレクサンダー・クロポーニンの顧問を務め、2011年から2012年には、ガスプロムの国内ガス販売を目的としたメジレギオンガス社総裁の顧問を務めた。2015年、チェチェンレスリング連盟の会長に就任。 2016年から2021年まで、統一ロシア所属の下院議員を務めた。チェチェンとダゲスタンの首脳たちの顧問でもあった。
2025年3月2日、自宅近くの路上で倒れているのを発見され、救急搬送先のモスクワの病院で死去。49歳没。
同月3日、サイティエフは3階の自宅アパートから転落した可能性があると、サイティエフの兄弟が話した。同日にマスコミの取材に答えた未亡人は寝室の窓からの転落であったことを認めた。骨盤外傷・肋骨骨折を負っていたが、それほど高い場所からの転落ではないため重傷ではなかったと明かし、なぜサイティエフが窓から落ちたのか分からないとしている。
ダゲスタンのフリースタイルレスリング連盟会長のマゴメド・マゴメドフ、チェチェン共和国のラムザン・カディロフ首長はサイティエフが肺疾患・心疾患を持っていたことを語っており、痛みを和らげる薬を使用していたという。
チェチェンでは3月3日 - 5日まで喪に服すことがラムザン・カディロフにより命令された。同月4日、故郷のダゲスタン共和国ノヴォラクスキー地区のチャラヴァリ村に埋葬された。
2歳年下の弟であるアダム・サイティエフは、2000年シドニーオリンピックで金メダルを獲得し、2度の世界選手権優勝（1999年、2002年）、3度の欧州選手権優勝（1999年、2000年、2006年）の実績を持つレスラーである。

## 実績
- オリンピック
  - 1996年アトランタオリンピック　金メダル
  - 2000年シドニーオリンピック　9位
  - 2004年アテネオリンピック　金メダル
  - 2008年北京オリンピック　金メダル
- 世界選手権
  - 優勝　1995、1997、1998、2001、2003、2005年
- ヨーロッパ選手権
  - 優勝　1996、1997、1998、2000、2001、2006年